# NGC 5983
NGC 5983 ist eine elliptische Galaxie vom Hubble-Typ E0 im Sternbild Schlange am Nordsternhimmel. Sie ist schätzungsweise 553 Millionen Lichtjahre von der Milchstraße entfernt und hat einen Durchmesser von etwa 165.000 Lj.
Das Objekt wurde am 25. März 1865 von Albert Marth entdeckt.